# گیمسان
گیمسان (انگلیسی: Gimson) شرکت موتورسیکلت‌سازی اسپانیایی است، که در سال ۱۹۳۰ تأسیس شد.